# Psy grające w pokera

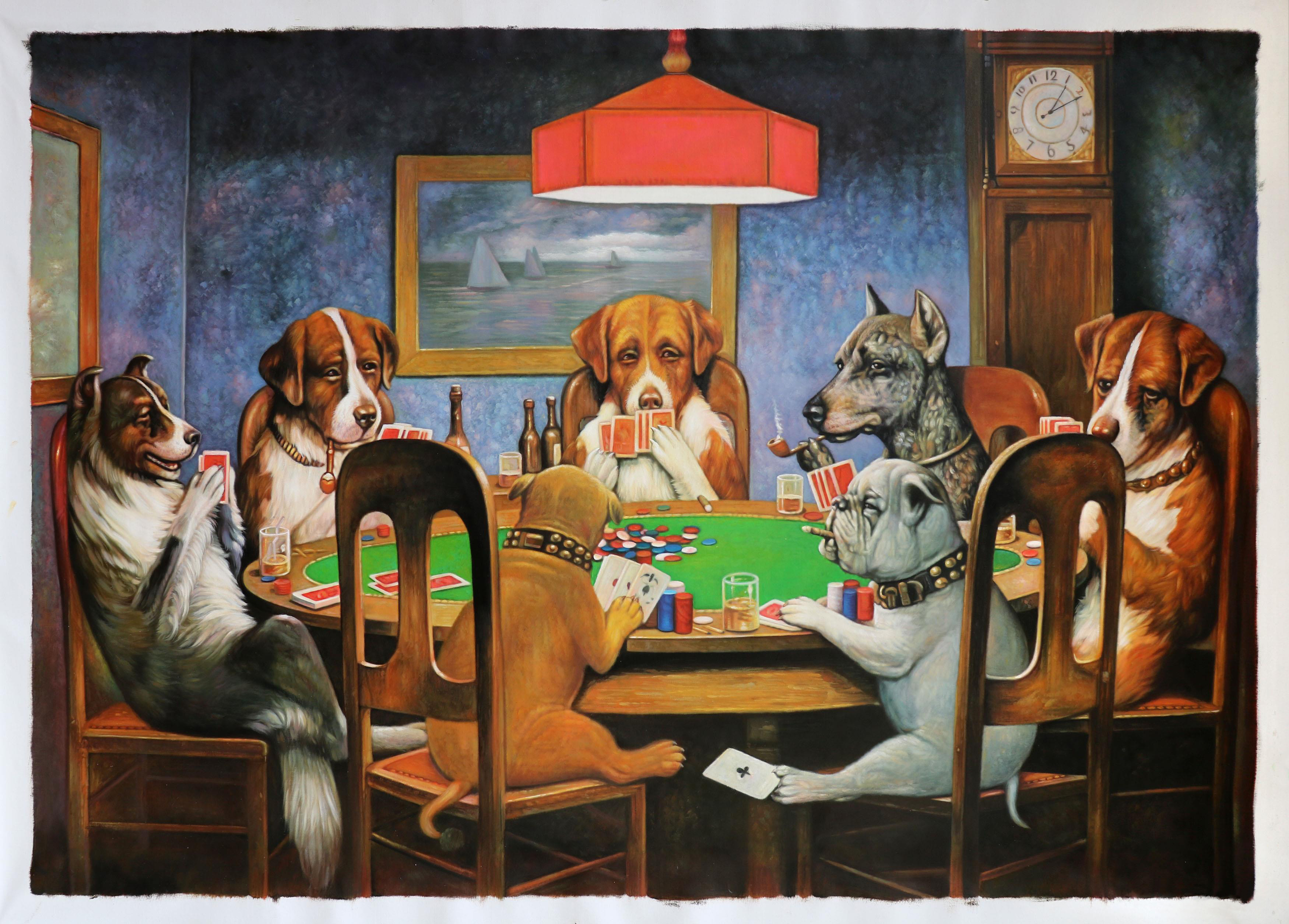
A Friend in Need pędzla Coolidge’a (1903) – najbardziej rozpoznawalny obraz z serii

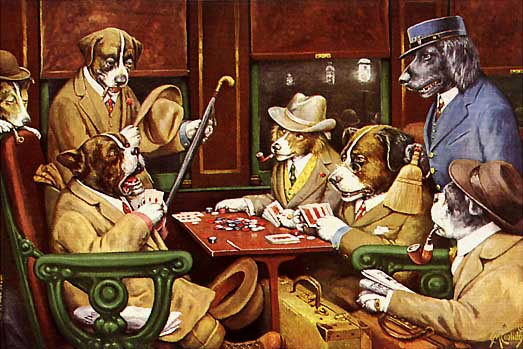
His Station and Four Aces (1903)

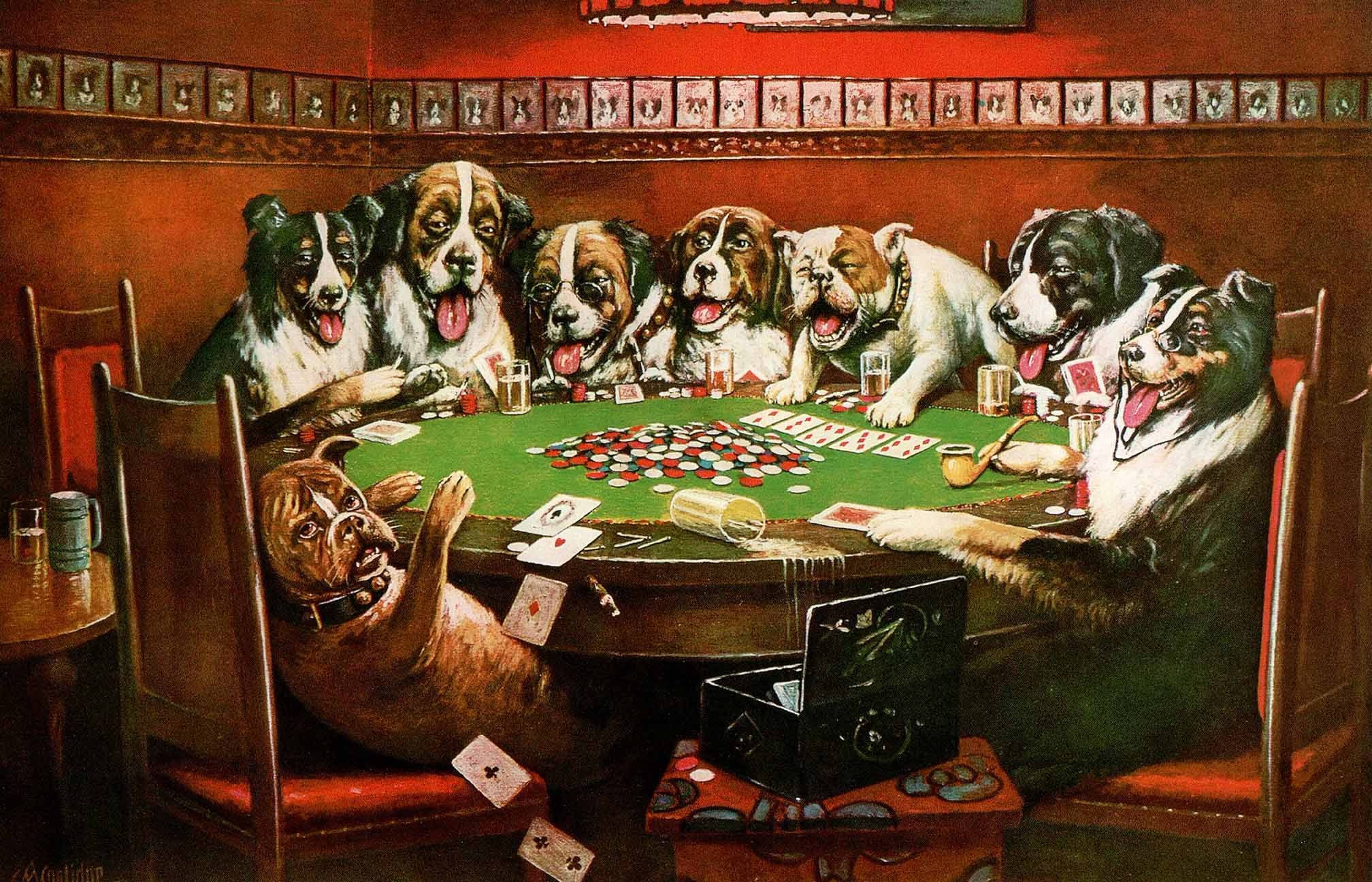
Poker Sympathy (1903)

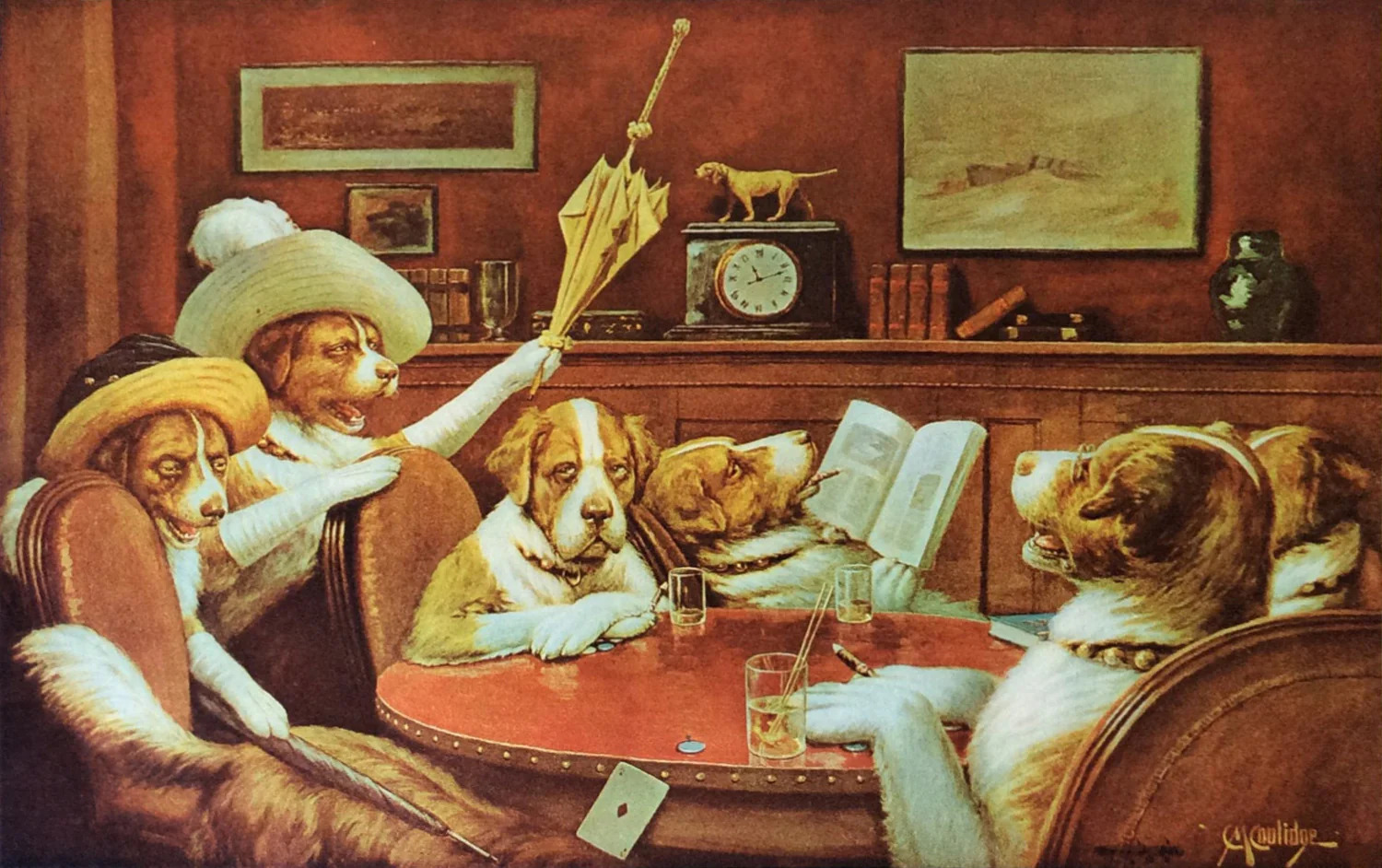
Sitting up with a Sick Friend (1905)

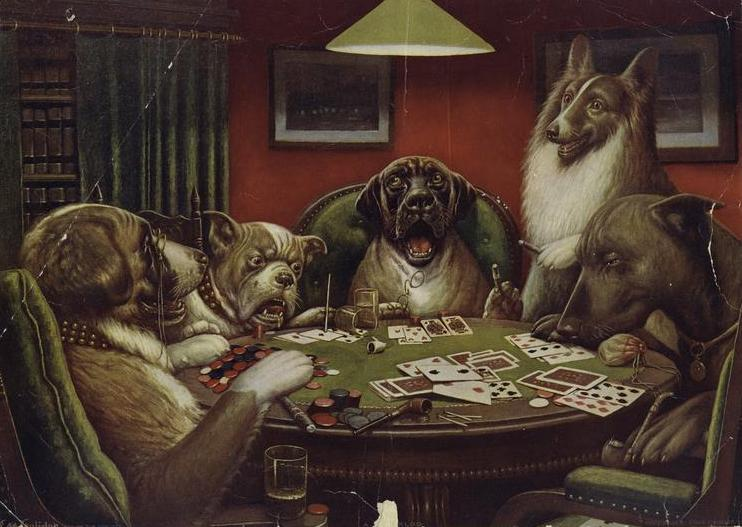
Waterloo (1906)

Psy grające w pokera (tytuł oryginalny: Dogs Playing Poker) – seria szesnastu obrazów olejnych autorstwa amerykańskiego malarza Cassiusa Marcellusa Coolidge’a, zamówionych w 1903 roku przez firmę Brown & Bigelow na potrzeby kampanii reklamowej cygar. Wszystkie obrazy z serii przedstawiają zantropomorfizowane postacie psów, jednak tylko dziewięć z nich, na których zwierzęta siedzą wokół stołu do gry w karty, zyskało powszechną rozpoznawalność w amerykańskiej kulturze. Ich sporej popularności cała seria malowideł Coolidge’a zawdzięcza tytuł. Do dziś funkcjonują one jako stereotypowy przykład słabego gustu w dekoracji wnętrz, dominującego głównie wśród klasy robotniczej.

## Lista obrazów
Tytuły 9 z 16 obrazów serii, na których autor przedstawił psy grające w pokera, są następujące:
- A Bold Bluff (oryginalnie zatytułowany jako Judge St. Bernard Stands Pat on Nothing)[4]
- A Friend in Need
- His Station and Four Aces
- Pinched with Four Aces
- Poker Sympathy
- Post Mortem
- Sitting up with a Sick Friend
- Stranger in Camp
- Waterloo (oryginalnie zatytułowany jako Judge St. Bernard Wins on a Bluff)[4]

Podobieństwo kompozycyjne w stosunku do powyższych obrazów można dostrzec w pochodzącym z 1910 roku dziele Looks Like Four of a Kind. Zauważono również, że niektóre pozy przyjmowane przez psy na malowidłach Coolidge’a zostały zaczerpnięte z prac innych artystów, jak Caravaggio, Georges de La Tour czy Paul Cézanne, w których twórczości znalazły się przedstawienia ludzi grających w karty.
Pozostałe prace zaliczane do serii Psy grające w pokera to:
- A Bachelor's Dog
- Breach of Promise Suit
- New Year's Eve in Dog Ville
- One to Tie Two to Win
- The Reunion
- Riding the Goat
- Ten Miles to a Garage

## Inne informacje
Bernardyn widoczny na obrazach pod tytułem Waterloo oraz A Bold Bluff należał do Theodora Langa, kwiaciarza z Piątej Alei, który zaliczał Cassiusa Coolidge’a do grona swoich przyjaciół. Pies Langa wabił się Captain.
15 lutego 2005 roku oryginalne wersje Waterloo i A Bold Bluff zostały zakupione na aukcji jako komplet przez nieznanego nabywcę za kwotę 590 400 dolarów amerykańskich. Tym samym padł rekord w wysokości ceny za pracę Coolidge’a. Przed opisaną aukcją najdroższe dzieło tego artysty sprzedano za 74 000 dolarów.